# Ahtubinsk
Ahtubinsk (ru. Ахту́бинск) este un oraș din Regiunea Astrahan. Federația Rusă și are o populație de 45 542  locuitori.